# A szobatárs
A szobatárs (eredeti cím: The Roommate) egy 2011-ben bemutatott amerikai thriller, melyet Christian E. Christiansen rendezett. A főszerepben Minka Kelly, Leighton Meester, Cam Gigandet, Danneel Harris, Matt Lanter és Aly Michalka látható.
Az Amerikai Egyesült Államokban 2011. február 4-én mutatták be a mozikban. Magyarországon 2011. július 20-án jelent meg DVD-n és Blu-Rayen.

## Cselekmény
|  | Alább a cselekmény részletei következnek! |

Sara Matthews elkezdi az első évét a főiskolán. Találkozik Tracy-vel, Stephennel és Rebecca-val, főiskolai szobatársával. A lányok elkezdenek kötődni egymáshoz, emiatt Rebecca rájön, hogy Saranak volt egy Emily nevű nővére, aki meghalt, amikor még ő 9 éves volt, valamint tudomást szerez az exbarátjáról, Jasonről. A fiú folyamatosan hívogatja, mert próbálja helyrehozni közöttük a kapcsolatot. Ahogy múlik az idő, Rebecca teljesen megszállottja lesz Saranak; elhajt mindenkit tőle, aki csak közeledik felé.
Rebecca megtámadja Tracyt a zuhany alatt, a fejét leszorítja a földhöz és a piercingjét kiszakítja a hasából, majd azzal fenyegeti meg, hogy ha nem marad távol Saratól, megöli. Tracy másnap délután átköltözik egy másik kollégiumba, mert Rebecca megfélemlítette őt. Sara egyik régi leszbikus barátnője, Irene felajánlja neki, hogy költözzön hozzá, miután Sara talál egy ölelgetni való kiscicát az utcán. Rebecca gyorsan tesz ez ellen; megöli a kisállatot, a szárítóba teszi és elindítja azt. Sara főiskolai divattervező-professzora, Roberts (Billy Zane) megcsókolja Rebeccát: Amit ő már előre kitervelt, hogy elcsábítja a professzort és a közöttük zajló párbeszédet felveszi magnóra, hogy úgy tűnjön, mintha meg akarta volna erőszakolni. Ezt követően Rebecca sérüléseket okoz saját magán, majd azt mondja, hogy egy férfi elrabolta és bántalmazta. Sara emiatt rosszul érzi magát, ezért úgy dönt, hogy a Hálaadást Rebecca szüleinek házában töltik.
Az ott tartózkodása alatt, Sara kihallgatja Rebecca és az apja (Tomas Arana) közötti beszélgetést, amiből rájön, hogy a lánynak a múltban voltak gondjai a barátkozással. Rebecca édesanyja (Frances Fisher) megemlíti Saranak, hogy Rebecca gyógyszert szed. Később ő és Stephen talál egy üveg Zyprexa tablettát Rebecca alsó fiókjában, amit skizofrén és személyiségzavaros betegeknek szoktak felírni. Ám az üveg tele van, ezzel arra utalva, hogy Rebecca nem szedi a gyógyszert. Sara aggódik, hogy mi fog vele történni, ezért a biztonsága érdekében elköltözik Irene-hez. Irene elmegy egy klubba, ahol meglátja Rebeccát. Nem tudván, hogy Rebecca Sara szobatársa, mindketten kimennek a mosdóba, és csókolóznak egymással, majd Rebecca hazamegy. Másnap reggel, Sara elmegy Irene lakására, de őt nem találja sehol sem. Rebecca nem sokkal később, Sara húgának a nevét tetováltatja a mellére, ugyanoda ahova Saranak is van, majd azt mondja neki, hogy mostantól úgy gondoljon rá, mint a nővérére. Sara ekkor döbben rá, hogy Rebecca teljesen megszállottja lett, ezért a kollégiumban összepakolja a holmiját, kivéve a nővére nyakláncát, amit nem talál meg.(A későbbiekben kiderül, hogy a nyakláncot ellopta tőle Rebecca). Ezt követően, Jason megérkezik Sara kollégiumához és egy üzenetet dug át az ajtó alatt, miszerint látni akarja. Rebecca beleolvas a levélbe, s mivel már nála van a nyaklánc, valamint rá van tetoválva az "Emily" felirat, nem mást kell tennie, mint befesteni a haját, hogy megszemélyesíthesse Sarat a fiú előtt. Elmegy Jason 205-ös hotelszobájába, és halálra szúrja őt.
Kis idő múlva Sara kap egy szöveges-üzenetet Irene-től, amiben elmondja, hogy szüksége van rá azonnal. Sara tájékoztatja Stephent, hogy ő is jöjjön el Irene lakására. Amikor Sara odaér, meglátja Irene-t túszul ejtve, akire Rebecca egy revolvert szegez. Rebecca bevallja, hogy ő a felelős azért, ami Roberts professzorral, Jasonnel és Tracy-vel történt. Mindezt azért tette, hogy elnyerje Sara barátságát. Rebecca meg akarja ölni az ágyhoz kötött Irene-t, annak érdekében, hogy Saraval "végre teljes legyen a barátságuk". Rebecca még mielőtt meghúzhatná a ravaszt, Stephen éppen időben érkezik és megállítja. Sara eléri a revolvert és megpróbálja lelőni Rebeccát, csakhogy a tár üres. A feldühödött Rebecca felveszi a harcot Saraval és megpróbálja halálra fojtani, de Sara hátba szúrja őt egy dobozvágóval, melytől rögtön meghal.
Sara visszaköltözik a kollégiumba és kiviszik a pótágyak a szobájából a barátja, Stephen segítségével, majd a lány elmondja, hogy nem akar egy jó darabig szobatársat. 
|  | Itt a vége a cselekmény részletezésének! |

## Szereplők
| Színész          | Szereplő                    | Magyar hang        |
| ---------------- | --------------------------- | ------------------ |
| Minka Kelly      | Sara Matthews               | Pálmai Anna        |
| Leighton Meester | Rebecca Evans               | Csifó Dorina       |
| Cam Gigandet     | Stephen                     | Szabó Máté         |
| Danneel Harris   | Irene Crew                  | Németh Borbála     |
| Matt Lanter      | Jason                       | Polgár Péter       |
| Aly Michalka     | Tracy Long                  | Vadász Bea         |
| Cherilyn Wilson  | Landi Rham                  | Csuja Fanni        |
| Kat Graham       | Kim Johnson                 | Gáspár Kata        |
| Nina Dobrev      | Maria                       | Tamási Nikolett    |
| Billy Zane       | Roberts professzor          | Király Attila      |
| Tomas Arana      | Jeff Evans, Rebecca apja    | Rosta Sándor       |
| Frances Fisher   | Alison Evans, Rebecca anyja | Menszátor Magdolna |

## Bemutató
A filmet eredetileg 2010. szeptember 17-én tervezték kiadni, de végül 2011. február 4-én jelent meg. Az előzetest Devil and Burlesque címen mutatták be.
Észak-Amerikában, 2011. május 17-én jelent meg DVD-n és Blu-Rayen. Magyarország-on két hónappal később, július 20-án.

## Fogadtatás
A film 2534 moziban nyitott. A bruttósított bevétele a nyitóhétvégén 15,6 millió $ lett, amivel az első helyen kezdett. A forgalmazó becslése szerint a közönség kétharmada, 21 év alatt nőkből állt. 2011 végén játszották az Amerikai Egyesült Államokban és Kanadában, ahol bruttó 37,3 millió dollárt szerzett, más országban újabb 3,192,652 dollárt, így összesen világszerte 40,492,759 $-ral zárult.
A Metacritic oldalán a film értékelése 23% a 100-ból, ami 16 véleményen alapul. A Rotten Tomatoes-on A szobatárs 4%-os minősítést kapott, 84 értékelés alapján.

## Díjak és jelölések
| Díj               | Kategória                       | Színész          | Eredmény |
| ----------------- | ------------------------------- | ---------------- | -------- |
| MTV Movie Award   | Best Scared-As-S**t Performance | Minka Kelly      | Jelölve  |
| MTV Movie Award   | Best Villain                    | Leighton Meester | Jelölve  |
| Teen Choice Award | Choice: Villain                 | Leighton Meester | Jelölve  |
| Teen Choice Award | Choice: Female Scene Stealer    | Alyson Michalka  | Jelölve  |
| Teen Choice Award | Choice: színésznő               | Minka Kelly      | Jelölve  |
| Teen Choice Award | Choice: színész                 | Cam Gigandet     | Jelölve  |
| Teen Choice Award | Choice: Drama                   | Choice: Drama    | Jelölve  |